# Carl Johansson (cầu thủ bóng đá, sinh 1994)
Carl Johansson (sinh ngày 23 tháng 5 năm 1994) là một cầu thủ bóng đá người Thụy Điển thi đấu cho Helsingborgs IF ở vị trí hậu vệ. 
Anh có màn ra mắt ở Allsvenskan cho HIF ngày 15 tháng 9 năm 2013, trước BK Häcken. Anh sinh ra ở Lund nhưng lớn lên ở Höör.